# Асколд
Асколд (Askold или Hoskuldr) е полулегендарен княз на Киев и първият владетел на Рус заедно с Дир, ръководи успешен поход до Константинопол.
Според скандинавските саги, Асколд е син на викингския военачалник Хвитсерк.
Според Начална руска летопис той няма благороден произход и е един от подчинените на новгородския княз Рюрик. Асколд и Дир получават разрешение от Рюрик да поведат поход на юг към Константинопол. Когато достигат Киев, те установяват контрол над столицата на поляните и стават техни владетели. По време на управлението им полянската земя става известна като Рус.
През 860 година Асколд и Дир достигат до Константинопол, не успяват да превземат града, но сключват мир с Византия. Византийските историци, описвайки похода през 860 г. не споменават името на вожда на русите. Някои историци смятат, че това е походът, описан в най-стария руски летопис от 12 век „Повест за миналите години“ („Повість врем'яних літ“,) с дата 866 г., а други изследователи са на мнение, че е имало два похода и два договора. Новината за успеха на Асколд и Дир достига северните земи. След смъртта на Рюрик в 879 г. регент на малолетния му син става неговия родственик Олег. В 882 г. Олег с измама убива Асколд и Дир, завладява Киев и става следващият княз на Киевска Рус.
Според версията на полския историк от XV век Ян Длугош Асколд е каган (княз) от славянски произход, потомък на легендарния основател на Киев Кий.